# Франкенштейн (фільм, 1992)
«Франкенште́йн» (англ. Frankenstein) — телевізійний фільм жахів 1992 року за мотивами роману Мері Шеллі «Франкенштайн, або Сучасний Прометей». Його випустила Turner Pictures, а режисером став Девід Вікс.
Музику до фільму написав Джон Кемерон.

## Сюжет
Відправившись на Північний полюс, морський капітан і його команда дослідників стикаються з доктором Франкенштейном і його істотою, які намагаються вбити одне одного. Доктора рятують. Попереджуючи капітана про небезпеку, він розповідає, як створив свою істоту у Швейцарії 1818 року за допомогою хімічної та біологічної конструкції, яка є клоном (свого роду) самого Франкенштейна, встановлюючи психічний зв'язок між Творцем і його творінням.

## Акторський склад
| Актор           | Роль                  |
| --------------- | --------------------- |
| Патрік Бергін   | доктор Франкенштейн   |
| Ренді Квейд     | Потвора Франкенштайна |
| Джон Міллс      | Де Лейсі              |
| Ламбер Вільсон  | доктор Клерваль       |
| Фіона Гілліс    | Елізабет              |
| Джасінт Малкахі | Джастін               |
| Тімоті Старк    | Вільям                |
| Роджер Бізлі    | капітан               |

## Випуск
фільм вийшов 29 грудня 1992 року. На вебсайті агрегатора рецензій Rotten Tomatoes рейтинг схвалення фільму становить 17% на основі 6 рецензій із середньою оцінкою 3,3/10.